# Квалификације за Светско првенство у фудбалу 2018 — АФК
Квалификације за Свјетско првенство у фудбалу 2018 — AФК су квалификације фудбалских репрезентација Азије у којима се 46 земаља такмичиле за 4 или 5 места на Свјетском првенству у фудбалу у Русији.
Као и у претходним квалификацијама и у овим Азијска конфедерација је имала 4 директна учесника Свјетског првенства док је једна репрезентација играла доигравање са представником Сјеверне Америке и Кариба.

## Систем такмичења
У квалификацијама у Азије (АФК) учествује 46 репрезентација за које је обезбеђено 4-5 мјеста на завршном турниру. Квалификације су састављене у 4 круга. Структура квалификација је следећа:
- Први круг: Укупно 12 репрезентација (рангирани од 35-46) су играли двоструки куп систем. Побједници се квалификују у други круг.
- Други круг: Укупно 40 репрезентација (рангирани од 1-34) и 6 побједничких репрезентација из првог круга су распоређени у осам група по 5 репрезентација које играју двоструки лига систем. Побједници сваке групе и 4 најбоље другопласиране репрезентације квалификују се у трећи круг као и за АФК азијски куп 2019.
- Трећи круг: Укупно 12 репрезентација побједница другог круга се распоређују у двије групе по 6 репрезентација које ће играти двоструки лига систем. Прва два тима из сваке групе ће се пласирати на Свјетско првенство у фудбалу 2018. а трећепласиране репрезентације ће се квалификовати у четврти круг.
- Четврти круг: Трећепласиране репрезентације из трећег круга играју двоструки куп систем. Побједник се квалификује на интерконтиненталне квалификације гдје ће играти против репрезентације из КОНКАКАФ зоне.

## Земље учеснице
46 репрезентација је узело учешће у квалификацијама. У зависности од пласмана на ФИФИ-ној ранг листи репрезентације почињу квалификације од одређеног круга. Бројеви у заградама означавају мјесто на ФИФИ-ној ранг листи.
| Почињу од другог круга (рангирани од 1 до 34) | Почињу од другог круга (рангирани од 1 до 34) | Почињу од првог круга (рангирани од 35 до 46) |
| --- | --- | --- |
| 1. Иран (51) 2. Јапан (54) 3. Јужна Кореја (69) 4. Узбекистан (71) 5. УАЕ (80) 6. Катар (92) 7. Оман (93) 8. Јордан (93) 9. Кина (96) 10. Аустралија (100) 11. Саудијска Арабија (102) 12. Бахреин (110) 13. Ирак (114) 14. Палестина (115) 15. Либан (122) 16. Кувајт (125) 17. Филипини (129) | 1. Малдиви (131) 2. Вијетнам (133) 3. Таџикистан (136) 4. Myanmar (141) 5. Авганистан (142) 6. Тајланд (144) 7. Туркменистан (147) 8. Северна Кореја (150) 9. Сирија (151) 10. Киргистан (152) 11. Малезија (154) 12. Хонгконг (156) 13. Сингапур (157) 14. Индонезија (159) 15. Лаос (160) 16. Гвам (161) 17. Бангладеш (165) | 1. Индија (171) 2. Шри Ланка (172) 3. Јемен (176) 4. Камбоџа (179) 5. Кинески Тајпеј (182) 6. Источни Тимор (185) 7. Непал (186) 8. Макао (186) 9. Пакистан (188) 10. Монголија (194) 11. Брунеј (198) 12. Бутан (209) |

## Први круг
Утакмице првог круга су одржане од 12. до 23. марта 2015. године. Укупно 12 репрезентација (рангирани од 35 до 46) су играли двоструки куп систем. Укупно 6 побједника се квалификовало у други круг. 
Жријеб првог круга је извучен 10. фебруара 2015. године у Куала Лумпуру Малезија.
- Сва времена су по средњеевропском времену.

### Жријеб првог круга
| Шешир А | Шешир Б                                                                                           |
| --- | ------------------------------------------------------------------------------------------------- |
| 1. Индија (171) 2. Шри Ланка (172) 3. Јемен (176) 4. Камбоџа (179) 5. Кинески Тајпеј (182) 6. Источни Тимор (185) | 1. Непал (186) 2. Макао (186) 3. Пакистан (188) 4. Монголија (194) 5. Брунеј (198) 6. Бутан (209) |

### Утакмице
| Репрезентација | Укупан рез. | Репрезентација | 1. утак. | 2. утак. |
| -------------- | ----------- | -------------- | -------- | -------- |
| Индија         | 2:0         | Непал          | 2:0      | 0:0      |
| Јемен          | 3:1         | Пакистан       | 3:1      | 0:0      |
| Источни Тимор  | 5:1         | Монголија      | 4:1      | 1:0      |
| Камбоџа        | 4:1         | Макао          | 3:0      | 1:1      |
| Кинески Тајпеј | 2:1         | Брунеј         | 0:1      | 2:0      |
| Шри Ланка      | 1:3         | Бутан          | 0:1      | 1:2      |

| Индија         | 2:0       | Непал |
| -------------- | --------- | ----- |
| Четри 53’, 71’ | Извјештај |       |

| Непал | 0:0       | Индија |
| ----- | --------- | ------ |
|       | Извјештај |        |

| Јемен                                     | 3:1       | Пакистан         |
| ----------------------------------------- | --------- | ---------------- |
| Ал-Матари 3’, · Бокшан 57’, · Ал-Саси 69’ | Извјештај | Башир 67’ (пен.) |

| Пакистан | 0:0       | Јемен |
| -------- | --------- | ----- |
|          | Извјештај |       |

| Источни Тимор                            | 4:1       | Монголија     |
| ---------------------------------------- | --------- | ------------- |
| Чикито 4’, 7’ · Р. Силва 84’, · Нето 85’ | Извјештај | Батмонкин 87’ |

| Монголија | 0:1       | Источни Тимор |
| --------- | --------- | ------------- |
|           | Извјештај | Патрик 9’     |

| Камбоџа                             | 3:0       | Макао |
| ----------------------------------- | --------- | ----- |
| Ватанака 64’, 81’, · Лаборави 90+4’ | Извјештај |       |

| Макао                   | 1:1       | Камбоџа |
| ----------------------- | --------- | ------- |
| Лионг Ка Ханг 52’ (пен) | Извјештај | Бин 28’ |

| Кинески Тајпеј | 0:1       | Брунеј  |
| -------------- | --------- | ------- |
|                | Извјештај | Ади 36’ |

| Брунеј | 0:2       | Кинески Тајпеј               |
| ------ | --------- | ---------------------------- |
|        | Извјештај | Ванг Руи 37’, · Чу Ен-ли 53’ |

| Шри Ланка | 0:1       | Бутан        |
| --------- | --------- | ------------ |
|           | Извјештај | Т. Дорји 84’ |

| Бутан               | 2:1       | Шри Ланка  |
| ------------------- | --------- | ---------- |
| Ч. Гјелтшен 5’, 90’ | Извјештај | Зарван 34’ |

## Други круг
Утакмице другог круга се одржавају од 24. маја 2015. до 29. марта 2016. године. Укупно 40 репрезентација (рангирани од 1 до 34 и 6 побједника првог круга) играју двоструки лига систем систем. Репрезентације су подијељене у 8 група по 5 репрезентација. Првопласирана репрезентација је квалификован у трећи круг и на Азијски куп, другопласирана репрезентација је такође квалификована у трећи круг и Азијски куп или у трећи круг квалификација за Азијски куп, трећепласирана репрезентација је квалификована у трећи круг квалификација за Азијски куп, четвртопласирана репрезентација ће бити квалификована у трећи круг квалификација за Азијски куп или у плеј-оф, петопласирана репрезентација ће бити квалификована у плеј-оф. Укупно 12 репрезентација ће бити квалификовано у Трећи круг круг. 
Жријеб другог круга је извучен 14. априла 2015. године у Куала Лумпуру Малезија.
- Сва времена су по средњеевропском времену.

### Жријеб другог круга
| Шешир 1 | Шешир 2 | Шешир 3 | Шешир 4 | Шешир 5 |
| --- | --- | --- | --- | --- |
| - Иран (40) - Јапан (50) - Јужна Кореја (57) - Аустралија (63) - УАЕ (68) - Узбекистан (73) - Кина (82) - Ирак (86) | - Саудијска Арабија (95) - Оман (97) - Катар (99) - Јордан (103) - Бахреин (108) - Вијетнам (125) - Сирија (126) - Кувајт (127) | - Авганистан (135) - Филипини (139) - Палестина (140) - Малдиви (141) - Тајланд (142) - Таџикистан (143) - Либан (144) - Индија (147) | - Источни Тимор (152) - Киргистан (153) - Северна Кореја (157) - Myanmar (158) - Туркменистан (159) - Индонезија (159) - Сингапур (162) - Бутан (163) | - Малезија (164) - Хонгконг (167) - Бангладеш (167) - Јемен (170) - Гвам (175) - Лаос (178) - Камбоџа (179) - Кинески Тајпеј (179) |

### Групе
|  | Трећи круг и Азијски куп                                           |
|  | Трећи круг, Азијски куп или трећи круг квалификација Азијског купа |
|  | Трећи круг квалификација Азијског купа                             |
|  | Трећи круг квалификација Азијског купа или плеј-оф                 |
|  | Плеј-оф за Азијски куп                                             |
|  | Елиминисане репрезентације од стране ФИФЕ                          |

#### Група А
| Малезија | 1:1       | Источни Тимор |
| -------- | --------- | ------------- |
| Сафе 34’ | Извјештај | Саро 90+3’    |

| Саудијска Арабија                   | 3:2       | Палестина                   |
| ----------------------------------- | --------- | --------------------------- |
| Ал-Шехри 6’, · Ал-Шалави 46’, 90+4’ | Извјештај | Тамбурини 51’, · Јаду 90+1’ |

| Источни Тимор | 0:1       | УАЕ                |
| ------------- | --------- | ------------------ |
|               | Извјештај | О. Абдулрахман 80’ |

| Малезија | 0:6       | Палестина                                                    |
| -------- | --------- | ------------------------------------------------------------ |
|          | Извјештај | Ал-Батат 9’, · Мараба 22’, 75’, · Сејам 41’, 86’, · Јусеф 9’ |

| УАЕ                                                                                        | 10:0      | Малезија |
| ------------------------------------------------------------------------------------------ | --------- | -------- |
| Салем 16’, · Мобкхоут 22’, 33’, 76’, · Калил 24’, 29’, 70’, 78’, · Фардан 25’, · Ахмед 37’ | Извјештај |          |

| Саудијска Арабија                                                                               | 7:0       | Источни Тимор |
| ----------------------------------------------------------------------------------------------- | --------- | ------------- |
| Ал-Шехри 2’, · Ал-Шалави 23’ (пен.), 26’, 71’, · Ал-Фарај 30’, · Ал-Јасим 32’, · Ал-Мувалад 73’ | Извјештај |               |

| Малезија  | Прекинут меч | Саудијска Арабија             |
| --------- | ------------ | ----------------------------- |
| Сафик 70’ | Извјештај    | Ал-Јасим 73’, · Ал-Шалави 76’ |

| Палестина | 0:0       | УАЕ |
| --------- | --------- | --- |
|           | Извјештај |     |

| Источни Тимор | 1:1       | Палестина        |
| ------------- | --------- | ---------------- |
| Саро 54’      | Извјештај | Абу Нахјех 90+2’ |

| Саудијска Арабија         | 2:1       | УАЕ       |
| ------------------------- | --------- | --------- |
| Ал-Шалави 45’, 90’ (пен.) | Извјештај | Калил 18’ |

| Источни Тимор | 0:1       | Малезија |
| ------------- | --------- | -------- |
|               | Извјештај | Амри 10’ |

| Палестина | v | Малезија |
| --------- | - | -------- |
|           |   |          |

| УАЕ | v | Источни Тимор |
| --- | - | ------------- |
|     |   |               |

| Малезија | v | УАЕ |
| -------- | - | --- |
|          |   |     |

| Источни Тимор | v | Саудијска Арабија |
| ------------- | - | ----------------- |
|               |   |                   |

| УАЕ | v | Палестина |
| --- | - | --------- |
|     |   |           |

| Саудијска Арабија | v | Малезија |
| ----------------- | - | -------- |
|                   |   |          |

| Палестина | v | Источни Тимор |
| --------- | - | ------------- |
|           |   |               |

| УАЕ | v | Саудијска Арабија |
| --- | - | ----------------- |
|     |   |                   |

| Палестина | v | Саудијска Арабија |
| --------- | - | ----------------- |
|           |   |                   |

|    | Табела групе А    | И | Д | Н | И | ДГ | ПГ | ГР  | Бод. |
| -- | ----------------- | - | - | - | - | -- | -- | --- | ---- |
| 1. | Саудијска Арабија | 4 | 4 | 0 | 0 | 15 | 3  | +12 | 12   |
| 2. | УАЕ               | 4 | 2 | 1 | 1 | 12 | 2  | +10 | 7    |
| 3. | Палестина         | 4 | 1 | 2 | 1 | 9  | 4  | +5  | 5    |
| 4. | Малезија          | 5 | 1 | 1 | 3 | 2  | 20 | -18 | 4    |
| 5. | Источни Тимор     | 5 | 0 | 2 | 3 | 2  | 11 | -9  | 2    |

#### Група Б
| Бангладеш       | 1:3       | Киргистан                                   |
| --------------- | --------- | ------------------------------------------- |
| Кичин 32’ (аг.) | Извјештај | Землианукин 9’, 41’, · Бернхардт 29’ (пен.) |

| Таџикистан      | 1:3       | Јордан                    |
| --------------- | --------- | ------------------------- |
| М. Џалилов 66’} | Извјештај | Абдел-Фатах 29’, 63’, 88’ |

| Бангладеш | 1:1       | Таџикистан    |
| --------- | --------- | ------------- |
| Хасан 50’ | Извјештај | Фаткулоев 88’ |

| Киргистан      | 1:2       | Аустралија            |
| -------------- | --------- | --------------------- |
| Баиматов 90+2’ | Извјештај | Јединак 2’, · Оар 67’ |

| Аустралија                                                      | 5:0       | Бангладеш |
| --------------------------------------------------------------- | --------- | --------- |
| Леки 6’, · Рогић 8’, · Барман 20’ (аг.), · Бернс 29’, · Муј 61’ | Извјештај |           |

| Јордан | 0:0       | Киргистан |
| ------ | --------- | --------- |
|        | Извјештај |           |

| Бангладеш | 0:4       | Јордан                                                 |
| --------- | --------- | ------------------------------------------------------ |
|           | Извјештај | Деб 13’ (пен.), 56’, · Абу Амарах 33’, · Ал-Бакхит 58’ |

| Таџикистан | 0:3       | Аустралија                      |
| ---------- | --------- | ------------------------------- |
|            | Извјештај | Милиган 57’, · Кахил 73’, 90+1’ |

| Киргистан                                 | 2:2       | Таџикистан                         |
| ----------------------------------------- | --------- | ---------------------------------- |
| Дујшобеков 7’, · Землианукин 90+4’ (пен.) | Извјештај | Џалилов 65’}, · Назаров 71’ (пен.) |

| Јордан                                  | 2:0       | Аустралија |
| --------------------------------------- | --------- | ---------- |
| Абдел-Фатах 47’ (пен.), · Ал-Дардур 84’ | Извјештај |            |

| Киргистан               | 2:0       | Бангладеш |
| ----------------------- | --------- | --------- |
| Лиокс 27’, · Амиров 89’ | Извјештај |           |

| Јордан                                  | 3:0       | Таџикистан |
| --------------------------------------- | --------- | ---------- |
| Ал-Дардур 65’, 90+4’, · Абдел-Фатах 67’ | Извјештај |            |

| Аустралија | v | Киргистан |
| ---------- | - | --------- |
|            |   |           |

| Таџикистан | v | Бангладеш |
| ---------- | - | --------- |
|            |   |           |

| Бангладеш | v | Аустралија |
| --------- | - | ---------- |
|           |   |            |

| Киргистан | v | Јордан |
| --------- | - | ------ |
|           |   |        |

| Јордан | v | Бангладеш |
| ------ | - | --------- |
|        |   |           |

| Аустралија | v | Таџикистан |
| ---------- | - | ---------- |
|            |   |            |

| Таџикистан | v | Киргистан |
| ---------- | - | --------- |
|            |   |           |

| Аустралија | v | Јордан |
| ---------- | - | ------ |
|            |   |        |

|    | Табела групе Б | И | Д | Н | И | ДГ | ПГ | ГР  | Бод. |
| -- | -------------- | - | - | - | - | -- | -- | --- | ---- |
| 1. | Јордан         | 5 | 4 | 1 | 0 | 12 | 1  | +11 | 13   |
| 2. | Аустралија     | 4 | 3 | 0 | 1 | 10 | 3  | +7  | 9    |
| 3. | Киргистан      | 5 | 2 | 2 | 1 | 8  | 5  | +3  | 8    |
| 4. | Таџикистан     | 5 | 0 | 2 | 3 | 4  | 12 | -8  | 2    |
| 5. | Бангладеш      | 5 | 0 | 1 | 4 | 2  | 15 | -13 | 1    |

#### Група Ц
| Хонгконг                                                                                           | 7:0       | Бутан |
| -------------------------------------------------------------------------------------------------- | --------- | ----- |
| Мекки 19’, 57’, · Анан 23’, · Ло Кван Ји 30’, · Џингзи 42’, · Лам Ка Ваи 49’ (пен), · Карикари 67’ | Извјештај |       |

| Малдиви | 0:1       | Катар         |
| ------- | --------- | ------------- |
|         | Извјештај | Максоуд 90+8’ |

| Бутан | 0:6       | Кина                                                         |
| ----- | --------- | ------------------------------------------------------------ |
|       | Извјештај | Јанг Ксу 45+2’, 60’, 76’, · Ву Леи 55’, · Иоу Дабао 67’, 83’ |

| Хонгконг                      | 2:0       | Малдиви |
| ----------------------------- | --------- | ------- |
| Дешуаи 63’, · Лам Каи Ваи 67’ | Извјештај |         |

| Кина | 0:0       | Хонгконг |
| ---- | --------- | -------- |
|      | Извјештај |          |

| Катар | 15:0      | Бутан |
| --- | --------- | ----- |
| Муса 8’, 28’, · Касола 18’, · Асадала 21’, 45’, 63’, · Ал Хаидос 25’, 87’, · Мунтари 37’, 41’, 48’, · Афиф 57’, · Хухи 62’, 70’, · Мухамад 75’ | Извјештај |       |

| Малдиви | 0:3       | Кина                              |
| ------- | --------- | --------------------------------- |
|         | Извјештај | Дабао 8’, 57’, · Цанг Линпенг 66’ |

| Хонгконг                   | 2:3       | Катар                                |
| -------------------------- | --------- | ------------------------------------ |
| Баи Хи 87’, · Карикари 89’ | Извјештај | Боудиаф 22’, · Хасан 62’, · Муса 84’ |

| Бутан                                        | 3:4       | Малдиви                                 |
| -------------------------------------------- | --------- | --------------------------------------- |
| Т. Дорји 85’, · Гјелтшен 88’, · Баснет 90+1’ | Извјештај | Нашид 11’, · Ашфак 23’, 33’, 57’ (пен.) |

| Катар       | 1:0       | Кина |
| ----------- | --------- | ---- |
| Боудиаф 22’ | Извјештај |      |

| Бутан | 0:1       | Хонгконг       |
| ----- | --------- | -------------- |
|       | Извјештај | Чан Сиу Ки 89’ |

| Катар                                     | 4:0       | Малдиви |
| ----------------------------------------- | --------- | ------- |
| Хухи 28’, 70’, · Касола 69’, · Муса 90+2’ | Извјештај |         |

| Кина | v | Бутан |
| ---- | - | ----- |
|      |   |       |

| Малдиви | v | Хонгконг |
| ------- | - | -------- |
|         |   |          |

| Хонгконг | v | Кина |
| -------- | - | ---- |
|          |   |      |

| Бутан | v | Катар |
| ----- | - | ----- |
|       |   |       |

| Кина | v | Малдиви |
| ---- | - | ------- |
|      |   |         |

| Катар | v | Хонгконг |
| ----- | - | -------- |
|       |   |          |

| Кина | v | Катар |
| ---- | - | ----- |
|      |   |       |

| Малдиви | v | Бутан |
| ------- | - | ----- |
|         |   |       |

|    | Табела групе Ц | И | Д | Н | И | ДГ | ПГ | ГР  | Бод. |
| -- | -------------- | - | - | - | - | -- | -- | --- | ---- |
| 1. | Катар          | 5 | 5 | 0 | 0 | 24 | 2  | +22 | 15   |
| 2. | Хонгконг       | 5 | 3 | 1 | 1 | 12 | 3  | +9  | 10   |
| 3. | Кина           | 4 | 2 | 1 | 1 | 9  | 1  | +8  | 7    |
| 4. | Малдиви        | 5 | 1 | 0 | 4 | 4  | 13 | -9  | 3    |
| 5. | Бутан          | 5 | 0 | 0 | 5 | 3  | 33 | -30 | 0    |

#### Група Д
| Гвам                | 1:0       | Туркменистан |
| ------------------- | --------- | ------------ |
| Анаоразов 12’ (аг.) | Извјештај |              |

| Индија    | 1:2       | Оман                           |
| --------- | --------- | ------------------------------ |
| Четри 26’ | Извјештај | Саид 1’, · Ал-Хосни 40’ (пен.) |

| Гвам                        | 2:1       | Индија      |
| --------------------------- | --------- | ----------- |
| Макдоналд 37’, · Никлав 62’ | Извјештај | Четри 90+3’ |

| Туркменистан   | 1:1       | Иран     |
| -------------- | --------- | -------- |
| Мингазов 45+1’ | Извјештај | Азмун 4’ |

| Иран                                                                 | 6:0       | Гвам |
| -------------------------------------------------------------------- | --------- | ---- |
| Дежага 10’ (пен.), · Тареми 31’, 65’, · Азмун 34’, 41’, · Тораби 89’ | Извјештај |      |

| Оман                                          | 3:1       | Туркменистан |
| --------------------------------------------- | --------- | ------------ |
| Салех 7’, · Сапаров 11’ (аг.), · Ал-Хосни 59’ | Извјештај | Аманов 82’   |

| Гвам | 0:0       | Оман |
| ---- | --------- | ---- |
|      | Извјештај |      |

| Индија | 0:3       | Иран                                     |
| ------ | --------- | ---------------------------------------- |
|        | Извјештај | Азмун 28’, · Теимуриан 46’, · Тареми 49’ |

| Туркменистан            | 2:1       | Индија         |
| ----------------------- | --------- | -------------- |
| Абилов 8’, · Аманов 60’ | Извјештај | Лалпекхлуа 28’ |

| Оман           | 1:1       | Иран        |
| -------------- | --------- | ----------- |
| Ал-Мукаини 52’ | Извјештај | Хосеини 70’ |

| Туркменистан | 1:0       | Гвам |
| ------------ | --------- | ---- |
| Абилов 16’   | Извјештај |      |

| Оман                               | 3:0       | Индија |
| ---------------------------------- | --------- | ------ |
| Мубарак 55’, · Ал-Мукбали 67’, 84’ | Извјештај |        |

| Иран | v | Туркменистан |
| ---- | - | ------------ |
|      |   |              |

| Индија | v | Гвам |
| ------ | - | ---- |
|        |   |      |

| Гвам | v | Иран |
| ---- | - | ---- |
|      |   |      |

| Туркменистан | v | Оман |
| ------------ | - | ---- |
|              |   |      |

| Иран | v | Индија |
| ---- | - | ------ |
|      |   |        |

| Оман | v | Гвам |
| ---- | - | ---- |
|      |   |      |

| Индија | v | Туркменистан |
| ------ | - | ------------ |
|        |   |              |

| Иран | v | Оман |
| ---- | - | ---- |
|      |   |      |

|    | Табела групе Д | И | Д | Н | И | ДГ | ПГ | ГР | Бод. |
| -- | -------------- | - | - | - | - | -- | -- | -- | ---- |
| 1. | Оман           | 5 | 3 | 2 | 0 | 9  | 3  | +6 | 11   |
| 2. | Иран           | 4 | 2 | 2 | 0 | 11 | 2  | +9 | 8    |
| 3. | Туркменистан   | 5 | 2 | 1 | 2 | 5  | 6  | -1 | 7    |
| 4. | Гвам           | 5 | 2 | 1 | 2 | 3  | 8  | -5 | 7    |
| 5. | Индија         | 5 | 0 | 0 | 5 | 3  | 12 | -9 | 0    |

#### Група Е
| Камбоџа | 0:4       | Сингапур                                      |
| ------- | --------- | --------------------------------------------- |
|         | Извјештај | Каирул 9’, · Бахарудин 21’, 35’, · Фазрул 55’ |

| Авганистан | 0:6       | Сирија                                                                         |
| ---------- | --------- | ------------------------------------------------------------------------------ |
|            | Извјештај | Рафе 19’, 35’, · Ајан 42’, · Ал Хусаин 70’, · Малки 75’, · Крибин 90+4’ (пен.) |

| Јапан | 0:0       | Сингапур |
| ----- | --------- | -------- |
|       | Извјештај |          |

| Камбоџа | 0:1       | Авганистан |
| ------- | --------- | ---------- |
|         | Извјештај | Зазаи 86’  |

| Јапан                                 | 3:0       | Камбоџа |
| ------------------------------------- | --------- | ------- |
| Хонда 28’, · Јошида 50’, · Кагава 61’ | Извјештај |         |

| Сирија       | 1:0       | Сингапур |
| ------------ | --------- | -------- |
| Ал-Џафал 59’ | Извјештај |          |

| Камбоџа | 0:6       | Сирија                                                                |
| ------- | --------- | --------------------------------------------------------------------- |
|         | Извјештај | Крибин 29’, 39’, · Малки 31’, · Маовас 44’, · Мидани 50’, · Омари 81’ |

| Авганистан | 0:6       | Јапан                                                            |
| ---------- | --------- | ---------------------------------------------------------------- |
|            | Извјештај | Кагава 10’, 50’, · Моришиге 35’, · Оказаки 57’, 60’, · Хонда 74’ |

| Сингапур   | 1:0       | Авганистан |
| ---------- | --------- | ---------- |
| Каирул 72’ | Извјештај |            |

| Сирија | 0:3       | Јапан                                 |
| ------ | --------- | ------------------------------------- |
|        | Извјештај | Хонда 55’, · Оказаки 70’, · Усами 88’ |

| Сингапур                | 2:1       | Камбоџа    |
| ----------------------- | --------- | ---------- |
| Фарис 16’, · Фазрул 47’ | Извјештај | Сухана 65’ |

| Сирија                                | 5:2       | Авганистан                |
| ------------------------------------- | --------- | ------------------------- |
| Омари 9’, 21’, 83’, · Маовас 32’, 90’ | Извјештај | Амири 44’, · Шајестех 78’ |

| Сингапур | v | Јапан |
| -------- | - | ----- |
|          |   |       |

| Авганистан | v | Камбоџа |
| ---------- | - | ------- |
|            |   |         |

| Камбоџа | v | Јапан |
| ------- | - | ----- |
|         |   |       |

| Сингапур | v | Сирија |
| -------- | - | ------ |
|          |   |        |

| Сирија | v | Камбоџа |
| ------ | - | ------- |
|        |   |         |

| Јапан | v | Авганистан |
| ----- | - | ---------- |
|       |   |            |

| Авганистан | v | Сингапур |
| ---------- | - | -------- |
|            |   |          |

| Јапан | v | Сирија |
| ----- | - | ------ |
|       |   |        |

|    | Табела групе Е | И | Д | Н | И | ДГ | ПГ | ГР  | Бод. |
| -- | -------------- | - | - | - | - | -- | -- | --- | ---- |
| 1. | Сирија         | 5 | 4 | 0 | 1 | 18 | 5  | +13 | 12   |
| 2. | Јапан          | 4 | 3 | 1 | 0 | 12 | 0  | +12 | 10   |
| 3. | Сингапур       | 5 | 3 | 1 | 1 | 7  | 2  | +5  | 10   |
| 4. | Авганистан     | 5 | 1 | 0 | 4 | 3  | 18 | -15 | 3    |
| 5. | Камбоџа        | 5 | 0 | 0 | 5 | 1  | 16 | -15 | 0    |

#### Група Ф
| Тајланд    | 1:0       | Вијетнам |
| ---------- | --------- | -------- |
| Поклав 80’ | Извјештај |          |

| Кинески Тајпеј | 0:2       | Тајланд          |
| -------------- | --------- | ---------------- |
|                | Извјештај | Терасил 21’, 39’ |

| Ирак                                                                   | 5:1       | Кинески Тајпеј  |
| ---------------------------------------------------------------------- | --------- | --------------- |
| Аднан 37’, · Хосни 59’, · Јасин 80’, · Махмуд 88’, · Мерам 90+1’ (пен) | Извјештај | Вен Чих-хао 86’ |

| Кинески Тајпеј  | 1:2       | Вијетнам                                |
| --------------- | --------- | --------------------------------------- |
| Ву Чун-чинг 82’ | Извјештај | Ђинх Тиен Тан 53’, · Тран Пхи Сон 90+2’ |

| Тајланд                           | 2:2       | Ирак                    |
| --------------------------------- | --------- | ----------------------- |
| Тератон 80’ (пен.), · Мангкол 83’ | Извјештај | Мерам 34’, · Махмуд 49’ |

| Вијетнам        | 1:1       | Ирак                |
| --------------- | --------- | ------------------- |
| Ле Конг Вињ 25’ | Извјештај | Махмуд 90+7’ (пен.) |

| Вијетнам | 0:3       | Тајланд                                                |
| -------- | --------- | ------------------------------------------------------ |
|          | Извјештај | Криркрит 29’, · Ђинх Тиен Тан 56’ (аг.), · Тератон 70’ |

| Тајланд | v | Кинески Тајпеј |
| ------- | - | -------------- |
|         |   |                |

| Кинески Тајпеј | v | Ирак |
| -------------- | - | ---- |
|                |   |      |

| Вијетнам | v | Кинески Тајпеј |
| -------- | - | -------------- |
|          |   |                |

| Ирак | v | Тајланд |
| ---- | - | ------- |
|      |   |         |

| Ирак | v | Вијетнам |
| ---- | - | -------- |
|      |   |          |

|    | Табела групе Ф | И | Д | Н | И | ДГ | ПГ | ГР | Бод. |
| -- | -------------- | - | - | - | - | -- | -- | -- | ---- |
| 1. | Тајланд        | 4 | 3 | 1 | 0 | 8  | 2  | +6 | 10   |
| 2. | Ирак           | 3 | 1 | 2 | 0 | 8  | 4  | +4 | 5    |
| 3. | Вијетнам       | 4 | 1 | 1 | 2 | 3  | 6  | -3 | 4    |
| 4. | Кинески Тајпеј | 3 | 0 | 0 | 3 | 2  | 9  | -7 | 0    |
| 5. | Индонезија     | 0 | 0 | 0 | 0 | 0  | 0  | 0  | 0    |

#### Група Г
| Лаос                     | 2:2       | Myanmar                               |
| ------------------------ | --------- | ------------------------------------- |
| Сајавути 81’ (пен.), 83’ | Извјештај | Цав Мин Тун 41’, · Кјав Зајар Вин 85’ |

| Либан | Поништено | Кувајт    |
| ----- | --------- | --------- |
|       | Извјештај | Насер 86’ |

| Myanmar | 0:2       | Јужна Кореја                        |
| ------- | --------- | ----------------------------------- |
|         | Извјештај | Ли Џе-сунг 35’, · Сон Хеунг-мин 67’ |

| Лаос | 0:2       | Либан                  |
| ---- | --------- | ---------------------- |
|      | Извјештај | Гадар 5’, · Шамсин 75’ |

| Јужна Кореја | 8:0       | Лаос |
| --- | --------- | ---- |
| Ли Чунг-ѕонг 9’, · Сон Хеунг-мин 12’, 74’, 89’, · Квон Чанг-хун 30’, 75’, · Сук Хјун-јун 57’, · Ли Џе-сунг 90+4’ | Извјештај |      |

| Кувајт | Поништено | Myanmar |
| --- | --------- | ------- |
| Насер 11’, 18’, · Максид 12’, · Зајид 46’, · Цав Мин Тун 56’ (аг.), · Машан 61’, · Ал-Мутава 69’ (пен.), 88’, 90+3’ | Извјештај |         |

| Лаос | Поништено | Кувајт                            |
| ---- | --------- | --------------------------------- |
|      | Извјештај | Насер 31’, · Ал-Мутава 84’ (пен.) |

| Либан | 0:3       | Јужна Кореја                                                      |
| ----- | --------- | ----------------------------------------------------------------- |
|       | Извјештај | Чан Хјун-со 22’ (пен.), · Али Хамам 26’ (аг.), · Квон Чанг-ху 60’ |

| Myanmar | 0:2       | Либан                    |
| ------- | --------- | ------------------------ |
|         | Извјештај | Матоук 28’, · Атви 90+3’ |

| Myanmar                                            | 3:1       | Лаос        |
| -------------------------------------------------- | --------- | ----------- |
| Суан Лам Манг 13’, · Кјав Ко Ко 32’, · Аунг Ту 50’ | Извјештај | Сајавути 2’ |

| Јужна Кореја | v | Myanmar |
| ------------ | - | ------- |
|              |   |         |

| Либан | v | Лаос |
| ----- | - | ---- |
|       |   |      |

| Лаос | v | Јужна Кореја |
| ---- | - | ------------ |
|      |   |              |

| Јужна Кореја | v | Либан |
| ------------ | - | ----- |
|              |   |       |

| Либан | v | Myanmar |
| ----- | - | ------- |
|       |   |         |

|    | Табела групе Г | И | Д | Н | И | ДГ | ПГ | ГР  | Бод. |
| -- | -------------- | - | - | - | - | -- | -- | --- | ---- |
| 1. | Јужна Кореја   | 3 | 3 | 0 | 0 | 13 | 0  | +13 | 9    |
| 2. | Либан          | 3 | 2 | 0 | 1 | 4  | 3  | +1  | 6    |
| 3. | Myanmar        | 4 | 1 | 1 | 2 | 5  | 7  | -2  | 4    |
| 4. | Лаос           | 4 | 0 | 1 | 3 | 3  | 15 | -12 | 1    |
| 5. | Кувајт         | 0 | 0 | 0 | 0 | 0  | 0  | 0   | 0    |

#### Група Х
| Филипини                    | 2:1       | Бахреин        |
| --------------------------- | --------- | -------------- |
| Бахадоран 50’, · Патино 60’ | Извјештај | Ал Малуд 90+3’ |

| Јемен | 0:3 Додјељен резултат | Северна Кореја |
| ----- | --------------------- | -------------- |
|       | Извјештај             | Со Хјон-ук 71’ |

| Северна Кореја                                                             | 4:2       | Узбекистан                |
| -------------------------------------------------------------------------- | --------- | ------------------------- |
| Пак Кванг-рјонг 4’, · Јанг Кук-кул 16’, · Ро Хак-су 34’, · Ри Хјок-кул 36’ | Извјештај | Сергев 53’, · Рашидов 79’ |

| Јемен | 0:2       | Филипини                    |
| ----- | --------- | --------------------------- |
|       | Извјештај | Бахадоран 52’, · Рамсај 74’ |

| Узбекистан  | 1:0       | Јемен |
| ----------- | --------- | ----- |
| Геинрих 51’ | Извјештај |       |

| Бахреин | 0:1       | Северна Кореја   |
| ------- | --------- | ---------------- |
|         | Извјештај | Џонг Ил-гван 42’ |

| Филипини | 1:5       | Узбекистан                                           |
| -------- | --------- | ---------------------------------------------------- |
| Шрок 68’ | Извјештај | Ахмедов 31’, · Рашидов 14’, 80’, , · Сергев 43’, 65’ |

| Јемен | 0:4       | Бахреин                                                  |
| ----- | --------- | -------------------------------------------------------- |
|       | Извјештај | Али Баба 1’, · Ал-Хусаини 45+1’, · Омар 66’, · Аднан 77’ |

| Северна Кореја | 0:0       | Филипини |
| -------------- | --------- | -------- |
|                | Извјештај |          |

| Бахреин | 0:4       | Узбекистан                                                  |
| ------- | --------- | ----------------------------------------------------------- |
|         | Извјештај | Сергев 52’, · Ахмедов 56’, · Рашидов 66’, · Шомудоров 90+5’ |

| Северна Кореја          | 1:0       | Јемен |
| ----------------------- | --------- | ----- |
| Џонг Ил-гван 12’ (пен.) | Извјештај |       |

| Бахреин                     | 2:0       | Филипини |
| --------------------------- | --------- | -------- |
| Абдуллатиф 53’, · Аднан 61’ | Извјештај |          |

| Филипини | v | Јемен |
| -------- | - | ----- |
|          |   |       |

| Узбекистан | v | Северна Кореја |
| ---------- | - | -------------- |
|            |   |                |

| Северна Кореја | v | Бахреин |
| -------------- | - | ------- |
|                |   |         |

| Јемен | v | Узбекистан |
| ----- | - | ---------- |
|       |   |            |

| Узбекистан | v | Филипини |
| ---------- | - | -------- |
|            |   |          |

| Бахреин | v | Јемен |
| ------- | - | ----- |
|         |   |       |

| Филипини | v | Северна Кореја |
| -------- | - | -------------- |
|          |   |                |

| Узбекистан | v | Бахреин |
| ---------- | - | ------- |
|            |   |         |

|    | Табела групе Х | И | Д | Н | И | ДГ | ПГ | ГР  | Бод. |
| -- | -------------- | - | - | - | - | -- | -- | --- | ---- |
| 1. | Северна Кореја | 5 | 4 | 1 | 0 | 9  | 2  | +7  | 13   |
| 2. | Узбекистан     | 4 | 3 | 0 | 1 | 12 | 5  | +7  | 9    |
| 3. | Филипини       | 5 | 2 | 1 | 3 | 5  | 8  | -3  | 7    |
| 4. | Бахреин        | 5 | 2 | 0 | 3 | 7  | 7  | 0   | 6    |
| 5. | Јемен          | 5 | 0 | 0 | 5 | 0  | 11 | -11 | 0    |

#### Поредак другопласираних
Пошто је репрезентација Индонезије дисквалификована од стране ФИФЕ у групи Ф, онда у осталим групама се неће гледати резултати против петопласиране репрезентације у поретку другопласираних репрезентација.
| Група | Репрезентација | ИГ | П | Н | И | ГД | ГП | ГР | Б |
| ----- | -------------- | -- | - | - | - | -- | -- | -- | - |
| Г     | Кувајт         | 4  | 2 | 1 | 1 | 10 | 1  | +9 | 7 |
| Е     | Јапан          | 3  | 2 | 1 | 0 | 9  | 0  | +9 | 7 |
| Х     | Узбекистан     | 3  | 2 | 0 | 1 | 11 | 5  | +6 | 6 |
| Б     | Аустралија     | 3  | 2 | 0 | 1 | 5  | 3  | +2 | 6 |
| Д     | Иран           | 3  | 1 | 2 | 0 | 8  | 2  | +6 | 5 |
| Ф     | Ирак           | 3  | 1 | 2 | 0 | 8  | 4  | +4 | 5 |
| А     | УАЕ            | 3  | 1 | 1 | 1 | 11 | 2  | +9 | 4 |
| Ц     | Хонгконг       | 3  | 1 | 1 | 1 | 4  | 3  | +1 | 4 |

#### Поредак четвртопласираних
Пошто је репрезентација Индонезије дисквалификована од стране ФИФЕ у групи Ф, онда у осталим групама се неће гледати резултати против петопласиране репрезентације у поретку другопласираних репрезентација.
| Група | Репрезентација | ИГ | П | Н | И | ГД | ГП | ГР  | Б |
| ----- | -------------- | -- | - | - | - | -- | -- | --- | - |
| Д     | Гвам           | 4  | 1 | 1 | 2 | 2  | 5  | -6  | 4 |
| Х     | Бахреин        | 4  | 1 | 0 | 3 | 1  | 3  | -4  | 3 |
| Б     | Таџикистан     | 4  | 0 | 1 | 3 | 1  | 6  | -8  | 1 |
| Ф     | Кинески Тајпеј | 3  | 0 | 0 | 3 | 0  | 6  | -7  | 0 |
| Ц     | Малдиви        | 4  | 0 | 0 | 4 | 2  | 9  | -10 | 0 |
| Г     | Myanmar        | 3  | 0 | 0 | 3 | 0  | 8  | -13 | 0 |
| Е     | Авганистан     | 4  | 0 | 0 | 4 | 0  | 11 | -16 | 0 |
| А     | Малезија       | 3  | 0 | 0 | 3 | 0  | 12 | -19 | 0 |

## Трећи круг
Трећи круг ће се састојати од двије групе по 6 репрезентација. Прве двије репрезентације из сваке групе ће се квалификовати на Свјетско првенство 2018. Трећепласиране репрезентације ће бити квалификоване у четврти круг.
Жријеб ће бити познат по завршетку другог круга.

### Групе
- Сва времена су по средњоевропском времену.

|  | Квалификован на Свјетско првенство |
|  | Квалификован у четврти круг        |
|  | Испали                             |

#### Група А
|    | Табела групе А | И | Д | Н | И | ДГ | ПГ | ГР | Бод. |
| -- | -------------- | - | - | - | - | -- | -- | -- | ---- |
| 1. | А1             | 0 | 0 | 0 | 0 | 0  | 0  | 0  | 0    |
| 2. | А2             | 0 | 0 | 0 | 0 | 0  | 0  | 0  | 0    |
| 3. | А3             | 0 | 0 | 0 | 0 | 0  | 0  | 0  | 0    |
| 4. | А4             | 0 | 0 | 0 | 0 | 0  | 0  | 0  | 0    |
| 5. | А5             | 0 | 0 | 0 | 0 | 0  | 0  | 0  | 0    |
| 6. | А6             | 0 | 0 | 0 | 0 | 0  | 0  | 0  | 0    |

#### Група Б
|    | Табела групе Б | И | Д | Н | И | ДГ | ПГ | ГР | Бод. |
| -- | -------------- | - | - | - | - | -- | -- | -- | ---- |
| 1. | Б1             | 0 | 0 | 0 | 0 | 0  | 0  | 0  | 0    |
| 2. | Б2             | 0 | 0 | 0 | 0 | 0  | 0  | 0  | 0    |
| 3. | Б3             | 0 | 0 | 0 | 0 | 0  | 0  | 0  | 0    |
| 4. | Б4             | 0 | 0 | 0 | 0 | 0  | 0  | 0  | 0    |
| 5. | Б5             | 0 | 0 | 0 | 0 | 0  | 0  | 0  | 0    |
| 6. | Б6             | 0 | 0 | 0 | 0 | 0  | 0  | 0  | 0    |

## Четврти круг
Двије трећепласиране репрезентације из претходног круга ће играти двоструки куп систем, побједник ће се квалификовати на интерконтиненталне квалификације. 
Жријеб за четврти круг ће бити одржан по завршетку трећег круга.
| Репрезентација      | Укупан рез. | Репрезентација      | 1. утак.         | 2. утак.          |
| ------------------- | ----------- | ------------------- | ---------------- | ----------------- |
| 3. А/Б трећег круга |             | 3. А/Б трећег круга | 5. октобра 2017. | 10. октобра 2017. |

## Интерконтиненталне квалификације
| Репрезентација     | Укупан рез. | Репрезентација | 1. утак.       | 2. утак.       |
| ------------------ | ----------- | -------------- | -------------- | -------------- |
| КОНКАКАФ 4. мјесто |             | АФК 5. мјесто  | 6—14. новембра | 6—14. новембра |